# Philipp Gütlich
Philipp Gütlich (* 5. August 1934 in Rüsselsheim am Main; † 9. September 2022 in Roßdorf) war ein deutscher Chemiker und Hochschullehrer.

## Leben und Wirken
Nach dem Abitur 1955 am Realgymnasium Rüsselsheim studierte Gütlich Physikalische Chemie an der Technischen Hochschule Darmstadt. Einem Abschluss mit Auszeichnung als Diplom-Ingenieur 1961 folgte zwei Jahre später die Promotion – ebenfalls mit Auszeichnung – zum Thema Oberflächenbestimmungen nach der B.E.T.-Methode und heterogener Isotopenaustausch an Bariumsulfat. Es folgten Postdoc-Aufenthalte am Centre d’Etudes Nucléaires à Saclay (Paris, Frankreich) und am Brookhaven National Laboratory (Long Island, USA). Dort begann er Arbeiten mit der Mößbauer-Spektroskopie, die nach seiner 1966 erfolgten Rückkehr nach Darmstadt die Grundlagen für seine 1968 eingereichte Habilitationsschrift Beiträge zur Anwendung des Mößbauer-Effekts in der Chemie legten. Die Lehrberechtigung (Venia Legendi) für Anorganische Chemie und Nuklearchemie erhielt er im Folgejahr.
Ab 1972 als Professor für Theoretische Anorganische Chemie an der TH Darmstadt tätig, folgte Gütlich 1975 dem Ruf auf den Lehrstuhl für Anorganische und Analytische Chemie an der Johannes Gutenberg-Universität Mainz, den er bis zu seiner Emeritierung im April 2001 innehatte. Von 1989 bis 1991 war er auch Dekan des damaligen Fachbereichs Chemie und Pharmazie, von 1996 bis 2001 Geschäftsführender Leiter des Instituts für Anorganische Chemie und Analytische Chemie.
Die Mößbauer-Spektografie prägte auch Gütlichs weiteres wissenschaftliches Leben. Er beschäftigte sich mit der Struktur und den damit verbundenen chemischen, magnetischen und optischen Eigenschaften von Verbindungen aus Übergangsmetallen. Für die industrielle Nutzung sind thermische, optische oder druckinduziert schaltbare Komplexverbindungen, sogenannte Spin-Crossover-Verbindungen, von Interesse, da sie sich für den Einsatz als Sensor eignen. Eines der von Gütlich bei der DFG angemeldeten Projekte behandelte denn auch Strukturänderungen von Spinübergangs-Verbindungen nach LIESST.
Zu Gütlichs Mainzer Team aus Chemikern und Physikern gehörte zeitweise auch die Arbeitsgruppe um Göstar Klingelhöfer, welche die von Egbert Kankeleit an der TU Darmstadt eingeleitete Entwicklung eines miniaturisierten Mößbauer-Spektrometers (MIMOS II) fortsetzte. Dieses wurde von der NASA in ihren Mars-Rovern Spirit und Opportunity eingesetzt und konnte Hinweise für das frühere Vorhandensein von Wasser auf der Marsoberfläche feststellen.

## Ehrungen
Zu den Auszeichnungen und Ehrungen Gütlichs gehören u. a.
- 1989: Forschungspreis der Japanese Society for the Promotion of Science
- 1993: Max-Planck-Forschungspreis (zusammen mit Olivier Kahn (Université Paris Sud))
- 2002: Ehrenmitglied des International Board on the Applications of the Mössbauer Effect
- 2002: Auswärtiges Mitglied der Russischen Akademie der Naturwissenschaften (Sektion Physik)
- 2003: Ehrendoktorwürde der Universität Budapest
- 2007: Mitglied der Academia Europaea[8]
- 2007: Ehrendoktorwürde der Toho University in Tokio[10]

## Veröffentlichungen (Auswahl)
- Oberflächenbestimmungen nach der B.E.T.-Methode und heterogener Isotopenaustausch an Bariumsulfat. TH Darmstadt, F. für Chemie, Biologie, Geologie und Mineralogie, Dissertation vom 16. Dezember 1963, DNB 481888942
- Physikalische Methoden in der Chemie: Mößbauer-Spektroskopie I. In: Chemie in unserer Zeit, 1970, Band 4, S. 133–144; doi:10.1002/ciuz.19700040502
- mit Rainer Link, Alfred Trautwein: Mössbauer Spectroscopy in Transition Metal Chemistry. Springer, Berlin 1978, DNB 780355822
- mit Robert Blau, Raymond G. Teller: Metal complexes. Springer, Berlin 1981, OCLC 58760180
- Herausgeber mit G. M. Kalvius: Trends in Mössbauer spectroscopy: lectures presented at the “2. Seeheim Workshop on Mössbauer Spectroscopy”. Konferenzschrift, Institut für Anorganische Chemie und Analytische Chemie, Mainz 1983, DNB 881294799
- mit Harold A. Goodwin: Spin crossover in transition metal compounds. Springer, Berlin 2004, OCLC 56798940
- mit Eckhard Bill, Alfred Trautwein: Mössbauer spectroscopy and transition metal chemistry: fundamentals and application. Springer, Berlin 2011, DNB 990358860
- mehr als 400 Publikationen in Fachzeitschriften[11]